# Poa matthewsii
Poa matthewsii là một loài thực vật có hoa trong họ Hòa thảo. Loài này được Petrie miêu tả khoa học đầu tiên năm 1902.